# جام جهانی فوتبال ۲۰۱۰
جام جهانی فوتبال ۲۰۱۰ نوزدهمین دورهٔ جام جهانی فوتبال بود که از ۱۱ ژوئن تا ۱۱ ژوئیه ۲۰۱۰ (۲۱ خرداد تا ۲۰ تیر ۱۳۸۹) در کشور آفریقای جنوبی برگزار شد و در نهایت با قهرمانی تیم ملی فوتبال اسپانیا پایان گرفت.
در دیدار پایانی اسپانیایی‌ها موفق شدند تیم ملی فوتبال هلند را با تک گل آندرس اینیستا شکست دهند. این دوره نخستین بار بود که جام جهانی در یک کشور عضو کنفدراسیون فوتبال آفریقا میزبانی شد. مراسم افتتاحیه جام در ۱۰ ژوئن با حضور بسیاری از ستارگان فوتبال و موسیقی به صورت غیررسمی افتتاح شد. در این مراسم بسیاری از ستارگان موسیقی آفریقای جنوبی و دنیا با اجراهای خود در حضور ۳۰ هزار تماشاگر حاضر در ورزشگاه اورلاندو به‌طور غیررسمی جام جهانی نوزدهم فوتبال را افتتاح کردند. دزموند توتو برنده جایزه صلح نوبل، سپ بلاتر رئیس فدراسیون بین‌المللی فوتبال و یاکوب زوما رئیس‌جمهور آفریقای جنوبی از جمله سخنرانان این مراسم بودند.

## انتخاب میزبان
آفریقا براساس سیاست چرخشیِ فیفا (که در اکتبر ۲۰۰۷ کنار گذاشته شد) برای میزبانی جام ۲۰۱۰ انتخاب شد. پنج کشور زیر برای میزبانی اعلام آمادگی کردند:
- مصر
- لیبی /  تونس (به‌طور مشترک)
- مراکش
- آفریقای جنوبی

و در پایان آفریقای جنوبی با ۱۴ رای به عنوان میزبان برگزیده شد.

## جوایز نقدی
فدراسیون جهانی فوتبال (فیفا) برای چهار تیم حاضر در مرحله نیمه‌نهایی جام نوزدهم، مبلغ ۳۳۵ میلیون یورو پاداش در نظر گرفته‌بود و هر کدام از چهار تیم راه یافته به مرحله نیمه نهایی مبلغ ۱۵ میلیون یورو پاداش گرفتند. جدا از این مبلغ فیفا به تیم اول جام جهانی مبلغ ۲۴ میلیون یورو، تیم دوم ۲۰ میلیون یورو، تیم سوم ۱۶ میلیون یورو و تیم چهارم ۱۴ میلیون یورو جایزه داد. فیفا در مجموع مبلغ ۳۳۵ میلیون یورو برای چهار تیم یعنی اروگوئه، هلند، اسپانیا و آلمان هزینه کرد. این رقم نسبت به جام جهانی ۲۰۰۶ آلمان که ۲۰۸ میلیون یورو بوده، معادل ۶۱ درصد رشد داشته است.

## ورزشگاه‌ها
| ژوهانسبورگ                                                             | دوربان                                                                  | کیپ تاون                                                                | ژوهانسبورگ                                                             | پرتوریا                                                       |
| ---------------------------------------------------------------------- | ----------------------------------------------------------------------- | ----------------------------------------------------------------------- | ---------------------------------------------------------------------- | ------------------------------------------------------------- |
| ساکر سیتی                                                              | ورزشگاه موسی مابیدا                                                     | ورزشگاه کیپ تاون                                                        | ورزشگاه الیس پارک                                                      | ورزشگاه لوفتوس ورسفلد                                         |
| ۲۶°۱۴′۵٫۲۷″ جنوبی ۲۷°۵۸′۵۶٫۴۷″ شرقی / ۲۶٫۲۳۴۷۹۷۲°جنوبی ۲۷٫۹۸۲۳۵۲۸°شرقی | ۲۹°۴۹′۴۶″ جنوبی ۳۱°۰۱′۴۹″ شرقی / ۲۹٫۸۲۹۴۴°جنوبی ۳۱٫۰۳۰۲۸°شرقی           | ۳۳°۵۴′۱۲٫۴۶″ جنوبی ۱۸°۲۴′۴۰٫۱۵″ شرقی / ۳۳٫۹۰۳۴۶۱۱°جنوبی ۱۸٫۴۱۱۱۵۲۸°شرقی | ۲۶°۱۱′۵۱٫۰۷″ جنوبی ۲۸°۳′۳۸٫۷۶″ شرقی / ۲۶٫۱۹۷۵۱۹۴°جنوبی ۲۸٫۰۶۰۷۶۶۷°شرقی | ۲۵°۴۵′۱۲″ جنوبی ۲۸°۱۳′۲۲″ شرقی / ۲۵٫۷۵۳۳۳°جنوبی ۲۸٫۲۲۲۷۸°شرقی |
| ظرفیت: ۹۴٬۷۰۰                                                          | ظرفیت: ۷۰٬۰۰۰                                                           | ظرفیت: ۶۹٬۰۷۰                                                           | ظرفیت: ۶۲٬۵۶۷                                                          | ظرفیت: ۵۱٬۷۶۰                                                 |
|                                                                        |                                                                         |                                                                         |                                                                        |                                                               |
| پورت الیزابت                                                           | بلومفونتن                                                               | پولوکوین                                                                | راستنبرگ                                                               | نلسپرویت                                                      |
| ورزشگاه نلسون ماندلا بی                                                | ورزشگاه فری استیت                                                       | ورزشگاه پیتر موکابا                                                     | ورزشگاه رویال بافوکنگ                                                  | ورزشگاه ام‌بومبل                                               |
| ۳۳°۵۶′۱۶″ جنوبی ۲۵°۳۵′۵۶″ شرقی / ۳۳٫۹۳۷۷۸°جنوبی ۲۵٫۵۹۸۸۹°شرقی          | ۲۹°۰۷′۰۲٫۲۵″ جنوبی ۲۶°۱۲′۳۱٫۸۵″ شرقی / ۲۹٫۱۱۷۲۹۱۷°جنوبی ۲۶٫۲۰۸۸۴۷۲°شرقی | ۲۳°۵۵′۲۹″جنوبی ۲۹°۲۸′۰۸″شرقی / ۲۳٫۹۲۴۶۸۹°جنوبی ۲۹٫۴۶۸۷۶۵°شرقی           | ۲۵°۳۴′۴۳″جنوبی ۲۷°۰۹′۳۹″شرقی / ۲۵٫۵۷۸۶°جنوبی ۲۷٫۱۶۰۷°شرقی              | ۲۵°۲۷′۴۲″جنوبی ۳۰°۵۵′۴۷″شرقی / ۲۵٫۴۶۱۷۲°جنوبی ۳۰٫۹۲۹۶۸۹°شرقی  |
| ظرفیت: ۴۸٬۴۵۹                                                          | ظرفیت: ۴۸٬۰۰۰                                                           | ظرفیت: ۴۶٬۰۰۰                                                           | ظرفیت: ۴۴٬۵۳۰                                                          | ظرفیت: ۴۳٬۵۸۹                                                 |
|                                                                        |                                                                         |                                                                         |                                                                        |                                                               |

## برنامه و تاریخ بازی‌ها
برگزاری بازی‌های جام جهانی ۲۰۱۰ از تاریخ ۱۱ ژوئن ۲۰۱۰ (۲۱ خرداد ۱۳۸۹) تا ۱۱ ژوئیه ۲۰۱۰ (۲۰ تیر ۱۳۸۹) برگزار شد. بازی افتتاحیه این جام بین آفریقای جنوبی-مکزیک برگزار شد و با تساوی یک بر یک به پایان رسید.

## نمادها

### شانس‌بیار

زاکومی، شانس‌بیار رسمی جام جهانی فوتبال ۲۰۱۰ آفریقای جنوبی

زاکومی شانس‌بیار رسمی جام جهانی فوتبال ۲۰۱۰ آفریقای جنوبی بود. این پلنگ کاملاً به دست طراحان و سازندگان آفریقایی و در داخل آفریقای جنوبی ساخته شده است. نام زاکومی ترکیبی از دو حرف «زا» (ZA) که نشانه نام آفریقای جنوبی است و «کومی» (Kumi) است که در بیشتر زبان‌های محلی آفریقایی به معنی عدد ۱۰ می‌باشد. طراح اصلی زاکومی، یک شهروند کیپ تاونی به نام آندریاس اودندال است.

### توپ بازی
توپ بازی جام جهانی ۲۰۱۰، آدیداس جابولانی نام دارد که توسط شرکت آدیداس طراحی شده است. نام این توپ از زبان ایسی زولو یکی از زبان‌های آفریقای جنوبی به معنای «جشن گرفتن» انتخاب شده است. ۱۱ رنگ به کار رفته در این توپ نشان ۱۱ رنگ لباس تیم‌های فوتبال شرکت‌کننده در جام جهانی و ۱۱ زبان رسمی آفریقای جنوبی است.

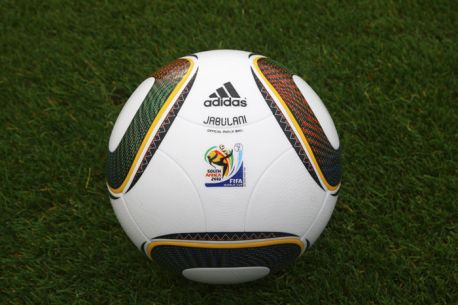
جابولانی

### ووووزلا
ووووزلا یا لپاتاتا، نام شیپوری است که در استادیوم‌های فوتبال استفاده می‌شود، حدود یک متر طول دارد و توسط لب و ارتعاشات ریه صدا تولید می‌کند. ووووزلا صدای بلند و یکنواختی را ایجاد می‌کند که شبیه صدای فیل است. ووووزلا جنجال‌برانگیز است و می‌تواند به بازیکنان و مربیان آسیب شنوایی برساند.

## گروه‌بندی
در ۴ دسامبر ۲۰۰۹ گلدان‌های قرعه‌کشی به صورت زیر تعیین شد:
| گلدان ۱ (هفت تیم برتر و میزبان)                                                | گلدان ۲ (آسیا، آمریکای شمالی/مرکزی و حوزه کارائیب و اقیانوسیه)                             | گلدان ۳ (آفریقا و آمریکای جنوبی)                                       | گلدان ۴ (اروپا)                                                         |
| ------------------------------------------------------------------------------ | ------------------------------------------------------------------------------------------ | ---------------------------------------------------------------------- | ----------------------------------------------------------------------- |
| آفریقای جنوبی · برزیل · اسپانیا · هلند · ایتالیا · آلمان · آرژانتین · انگلستان | استرالیا · ژاپن · کرهٔ شمالی · کرهٔ جنوبی · هندوراس · مکزیک · ایالات متحده آمریکا · نیوزیلند | الجزایر · کامرون · ساحل عاج · غنا · نیجریه · شیلی · پاراگوئه · اروگوئه | دانمارک · فرانسه · یونان · پرتغال · صربستان · اسلواکی · اسلوونی · سوئیس |

## گروه‌های نهایی
| گروه A        | گروه B    | گروه C              | گروه D   |
| ------------- | --------- | ------------------- | -------- |
| آفریقای جنوبی | آرژانتین  | انگلستان            | آلمان    |
| مکزیک         | نیجریه    | ایالات متحده آمریکا | استرالیا |
| اروگوئه       | کرهٔ جنوبی | الجزایر             | صربستان  |
| فرانسه        | یونان     | اسلوونی             | غنا      |

| گروه E  | گروه F   | گروه G    | گروه H  |
| ------- | -------- | --------- | ------- |
| هلند    | ایتالیا  | برزیل     | اسپانیا |
| دانمارک | پاراگوئه | کرهٔ شمالی | سوئیس   |
| ژاپن    | نیوزیلند | ساحل عاج  | هندوراس |
| کامرون  | اسلواکی  | پرتغال    | شیلی    |

## گروه A
| تیم           | بازی | برد | مساوی | باخت | گل.ز | گل.خ | ت.گل | امتیاز |
| ------------- | ---- | --- | ----- | ---- | ---- | ---- | ---- | ------ |
| اروگوئه       | ۳    | ۲   | ۱     | ۰    | ۴    | ۰    | ۴+   | ۷      |
| مکزیک         | ۳    | ۱   | ۱     | ۱    | ۳    | ۲    | ۱+   | ۴      |
| آفریقای جنوبی | ۳    | ۱   | ۱     | ۱    | ۳    | ۵    | ۲−   | ۴      |
| فرانسه        | ۳    | ۰   | ۱     | ۲    | ۱    | ۴    | ۳−   | ۱      |

| آفریقای جنوبی | ۱-۱ | مکزیک |
| ------------- | --- | ----- |
|               |     |       |

| اروگوئه | ۰-۰ | فرانسه |
| ------- | --- | ------ |
|         |     |        |

| آفریقای جنوبی | ۳-۰ | اروگوئه |
| ------------- | --- | ------- |
|               |     |         |

| فرانسه | ۲-۰ | مکزیک |
| ------ | --- | ----- |
|        |     |       |

| مکزیک | ۱-۰ | اروگوئه |
| ----- | --- | ------- |
|       |     |         |

| فرانسه | ۲-۱ | آفریقای جنوبی |
| ------ | --- | ------------- |
|        |     |               |

در پایان مسابقات، تیم اروگوئه به عنوان نخست و تیم مکزیک پس از آن به مرحله حذفی جام راه پیدا کردند و دو تیم آفریقای جنوبی و فرانسه با کسب مقامهای سوم و چهارم از ادامه مسابقات جام جهانی بازماندند.
در آخرین رده‌بندی جهانی فیفا، فرانسه در رتبه ۷، مکزیک ۱۵، اروگوئه ۱۹ و آفریقای جنوبی در ردهٔ ۸۱ام قرار دارند. میانگین جایگاه گروه ردهٔ ۳۱ام فیفاست و بدون محاسبهٔ آفریقای جنوبی، ردهٔ گروه ۱۴ام است.

## گروه B
| تیم       | بازی | برد | مساوی | باخت | گل.ز | گل.خ | ت.گل | امتیاز |
| --------- | ---- | --- | ----- | ---- | ---- | ---- | ---- | ------ |
| آرژانتین  | ۳    | ۳   | ۰     | ۰    | ۷    | ۱    | ۶+   | ۹      |
| کره جنوبی | ۳    | ۱   | ۱     | ۱    | ۵    | ۶    | ۱−   | ۴      |
| یونان     | ۳    | ۱   | ۰     | ۲    | ۲    | ۵    | ۳−   | ۳      |
| نیجریه    | ۳    | ۰   | ۱     | ۲    | ۳    | ۵    | ۲−   | ۱      |

| آرژانتین | ۰-۱ | نیجریه |
| -------- | --- | ------ |
|          |     |        |

| کرهٔ جنوبی | ۰-۲ | یونان |
| --------- | --- | ----- |
|           |     |       |

| یونان | ۱-۲ | نیجریه |
| ----- | --- | ------ |
|       |     |        |

| آرژانتین | ۱-۴ | کرهٔ جنوبی |
| -------- | --- | --------- |
|          |     |           |

| نیجریه | ۲-۲ | کرهٔ جنوبی |
| ------ | --- | --------- |
|        |     |           |

| یونان | ۲-۰ | آرژانتین |
| ----- | --- | -------- |
|       |     |          |

## گروه C
| تیم                 | بازی | برد | مساوی | باخت | گل.ز | گل.خ | ت.گل | امتیاز |
| ------------------- | ---- | --- | ----- | ---- | ---- | ---- | ---- | ------ |
| ایالات متحده آمریکا | ۳    | ۱   | ۲     | ۰    | ۴    | ۳    | ۱+   | ۵      |
| انگلیس              | ۳    | ۱   | ۲     | ۰    | ۲    | ۱    | ۱+   | ۵      |
| اسلوونی             | ۳    | ۱   | ۱     | ۱    | ۳    | ۳    | ۰    | ۴      |
| الجزایر             | ۳    | ۰   | ۱     | ۲    | ۰    | ۲    | ۲−   | ۱      |

| انگلستان | ۱-۱ | ایالات متحده آمریکا |
| -------- | --- | ------------------- |
|          |     |                     |

| الجزایر | ۱-۰ | اسلوونی |
| ------- | --- | ------- |
|         |     |         |

| اسلوونی | ۲-۲ | ایالات متحده آمریکا |
| ------- | --- | ------------------- |
|         |     |                     |

| انگلستان | ۰-۰ | الجزایر |
| -------- | --- | ------- |
|          |     |         |

| اسلوونی | ۱-۰ | انگلستان |
| ------- | --- | -------- |
|         |     |          |

| ایالات متحده آمریکا | ۰-۱ | الجزایر |
| ------------------- | --- | ------- |
|                     |     |         |

## گروه D
| تیم      | بازی | برد | مساوی | باخت | گل.ز | گل.خ | ت.گل | امتیاز |
| -------- | ---- | --- | ----- | ---- | ---- | ---- | ---- | ------ |
| آلمان    | ۳    | ۲   | ۰     | ۱    | ۵    | ۱    | ۴+   | ۶      |
| غنا      | ۳    | ۱   | ۱     | ۱    | ۲    | ۲    | ۰    | ۴      |
| استرالیا | ۳    | ۱   | ۱     | ۱    | ۳    | ۶    | ۳−   | ۴      |
| صربستان  | ۳    | ۱   | ۰     | ۲    | ۲    | ۳    | ۱−   | ۳      |

| آلمان | ۰-۴ | استرالیا |
| ----- | --- | -------- |
|       |     |          |

| صربستان | ۱-۰ | غنا |
| ------- | --- | --- |
|         |     |     |

| آلمان | ۱-۰ | صربستان |
| ----- | --- | ------- |
|       |     |         |

| غنا | ۱-۱ | استرالیا |
| --- | --- | -------- |
|     |     |          |

| غنا | ۱-۰ | آلمان |
| --- | --- | ----- |
|     |     |       |

| استرالیا | ۱-۲ | صربستان |
| -------- | --- | ------- |
|          |     |         |

## گروه E
| تیم     | بازی | برد | مساوی | باخت | گل.ز | گل.خ | ت.گل | امتیاز |
| ------- | ---- | --- | ----- | ---- | ---- | ---- | ---- | ------ |
| هلند    | ۳    | ۳   | ۰     | ۰    | ۵    | ۱    | ۴+   | ۹      |
| ژاپن    | ۳    | ۲   | ۰     | ۱    | ۴    | ۲    | ۲+   | ۶      |
| دانمارک | ۳    | ۱   | ۰     | ۲    | ۳    | ۶    | ۳−   | ۳      |
| کامرون  | ۳    | ۰   | ۰     | ۳    | ۲    | ۵    | ۳−   | ۰      |

| هلند | ۰-۲ | دانمارک |
| ---- | --- | ------- |
|      |     |         |

| ژاپن | ۰-۱ | کامرون |
| ---- | --- | ------ |
|      |     |        |

| هلند | ۰-۱ | ژاپن |
| ---- | --- | ---- |
|      |     |      |

| کامرون | ۲-۱ | دانمارک |
| ------ | --- | ------- |
|        |     |         |

| دانمارک | ۳-۱ | ژاپن |
| ------- | --- | ---- |
|         |     |      |

| کامرون | ۲-۱ | هلند |
| ------ | --- | ---- |
|        |     |      |

## گروه F
| تیم      | بازی | برد | مساوی | باخت | گل.ز | گل.خ | ت.گل | امتیاز |
| -------- | ---- | --- | ----- | ---- | ---- | ---- | ---- | ------ |
| پاراگوئه | ۳    | ۱   | ۲     | ۰    | ۳    | ۱    | ۲+   | ۵      |
| اسلواکی  | ۳    | ۱   | ۱     | ۱    | ۴    | ۵    | ۱-   | ۴      |
| نیوزیلند | ۳    | ۰   | ۳     | ۰    | ۲    | ۲    | ۰    | ۳      |
| ایتالیا  | ۳    | ۰   | ۲     | ۱    | ۴    | ۵    | ۱-   | ۲      |

| ایتالیا | ۱-۱ | پاراگوئه |
| ------- | --- | -------- |
|         |     |          |

| نیوزیلند | ۱-۱ | اسلواکی |
| -------- | --- | ------- |
|          |     |         |

| اسلواکی | ۲-۰ | پاراگوئه |
| ------- | --- | -------- |
|         |     |          |

| ایتالیا | ۱-۱ | نیوزیلند |
| ------- | --- | -------- |
|         |     |          |

| اسلواکی | ۲-۳ | ایتالیا |
| ------- | --- | ------- |
|         |     |         |

| پاراگوئه | ۰-۰ | نیوزیلند |
| -------- | --- | -------- |
|          |     |          |

## گروه G
| تیم       | بازی | برد | مساوی | باخت | گل.ز | گل.خ | ت.گل | امتیاز |
| --------- | ---- | --- | ----- | ---- | ---- | ---- | ---- | ------ |
| برزیل     | ۳    | ۲   | ۱     | ۰    | ۵    | ۲    | ۳+   | ۷      |
| پرتغال    | ۳    | ۱   | ۲     | ۰    | ۷    | ۰    | ۷+   | ۵      |
| ساحل عاج  | ۳    | ۱   | ۱     | ۱    | ۴    | ۳    | ۱+   | ۴      |
| کره شمالی | ۳    | ۰   | ۰     | ۳    | ۱    | ۱۲   | ۱۱−  | ۰      |

| ساحل عاج | ۰-۰ | پرتغال |
| -------- | --- | ------ |
|          |     |        |

| برزیل | ۱-۲ | کرهٔ شمالی |
| ----- | --- | --------- |
|       |     |           |

| برزیل | ۱-۳ | ساحل عاج |
| ----- | --- | -------- |
|       |     |          |

| پرتغال | ۰-۷ | کرهٔ شمالی |
| ------ | --- | --------- |
|        |     |           |

| پرتغال | ۰-۰ | برزیل |
| ------ | --- | ----- |
|        |     |       |

| کرهٔ شمالی | ۳-۰ | ساحل عاج |
| --------- | --- | -------- |
|           |     |          |

## گروه H
| تیم     | بازی | برد | مساوی | باخت | گل.ز | گل.خ | ت.گل | امتیاز |
| ------- | ---- | --- | ----- | ---- | ---- | ---- | ---- | ------ |
| اسپانیا | ۳    | ۲   | ۰     | ۱    | ۴    | ۲    | ۲+   | ۶      |
| شیلی    | ۳    | ۲   | ۰     | ۱    | ۳    | ۲    | ۱+   | ۶      |
| سوئیس   | ۳    | ۱   | ۱     | ۱    | ۱    | ۱    | ۰    | ۴      |
| هندوراس | ۳    | ۰   | ۱     | ۲    | ۰    | ۳    | ۳−   | ۱      |

| هندوراس | ۱-۰ | شیلی |
| ------- | --- | ---- |
|         |     |      |

| اسپانیا | ۱-۰ | سوئیس |
| ------- | --- | ----- |
|         |     |       |

| شیلی | ۰-۱ | سوئیس |
| ---- | --- | ----- |
|      |     |       |

| اسپانیا | ۰-۲ | هندوراس |
| ------- | --- | ------- |
|         |     |         |

| شیلی | ۲-۱ | اسپانیا |
| ---- | --- | ------- |
|      |     |         |

| سوئیس | ۰-۰ | هندوراس |
| ----- | --- | ------- |
|       |     |         |

## مرحله حذفی
|  | یک هشتم              | یک هشتم               |                     |   | یک چهارم | یک چهارم |                       |                       | نیمه نهایی | نیمه نهایی |  |  | نهایی | نهایی |
|  |                      |                       |                     |   |          |          |                       |                       |            |            |  |  |       |       |
|  | ۵ تیر - بندر الیزابت |                       |                     |   |          |          |                       |                       |            |            |  |  |       |       |
|  |                      |                       |                     |   |          |          |                       |                       |            |            |  |  |       |       |
|  | اروگوئه              | ۲                     |                     |   |          |          |                       |                       |            |            |  |  |       |       |
|  | اروگوئه              | ۲                     | ۱۱ تیر - ژوهانسبورگ |   |          |          |                       |                       |            |            |  |  |       |       |
|  | کرهٔ جنوبی            | ۱                     |                     |   |          |          |                       |                       |            |            |  |  |       |       |
|  | کرهٔ جنوبی            | ۱                     | اروگوئه · (پنالتی)  | ۴ |          |          |                       |                       |            |            |  |  |       |       |
|  | ۵ تیر - روشتنبورگ    |                       | اروگوئه · (پنالتی)  | ۴ |          |          |                       |                       |            |            |  |  |       |       |
|  |                      | غنا                   | ۲                   |   |          |          |                       |                       |            |            |  |  |       |       |
|  | ایالات متحده آمریکا  | غنا                   | ۲                   | ۱ |          |          |                       |                       |            |            |  |  |       |       |
|  | ایالات متحده آمریکا  |                       | ۱۵ تیر - کیپ تاون   | ۱ |          |          |                       |                       |            |            |  |  |       |       |
|  | غنا                  | ۲                     |                     |   |          |          |                       |                       |            |            |  |  |       |       |
|  | غنا                  | ۲                     | اروگوئه             | ۲ |          |          |                       |                       |            |            |  |  |       |       |
|  | ۷ تیر - دوربان       |                       | اروگوئه             | ۲ |          |          |                       |                       |            |            |  |  |       |       |
|  |                      | هلند                  | ۳                   |   |          |          |                       |                       |            |            |  |  |       |       |
|  | هلند                 | هلند                  | ۳                   | ۲ |          |          |                       |                       |            |            |  |  |       |       |
|  | هلند                 | ۱۱ تیر - بندر الیزابت |                     | ۲ |          |          |                       |                       |            |            |  |  |       |       |
|  | اسلواکی              | ۱                     |                     |   |          |          |                       |                       |            |            |  |  |       |       |
|  | اسلواکی              | ۱                     | هلند                | ۲ |          |          |                       |                       |            |            |  |  |       |       |
|  | ۷ تیر - ژوهانسبورگ   |                       | هلند                | ۲ |          |          |                       |                       |            |            |  |  |       |       |
|  |                      | برزیل                 | ۱                   |   |          |          |                       |                       |            |            |  |  |       |       |
|  | برزیل                | برزیل                 | ۱                   | ۳ |          |          |                       |                       |            |            |  |  |       |       |
|  | برزیل                |                       | ۲۰ تیر - ژوهانسبورگ | ۳ |          |          |                       |                       |            |            |  |  |       |       |
|  | شیلی                 | ۰                     |                     |   |          |          |                       |                       |            |            |  |  |       |       |
|  | شیلی                 | ۰                     | هلند                | ۰ |          |          |                       |                       |            |            |  |  |       |       |
|  | ۶ تیر - ژوهانسبورگ   |                       | هلند                | ۰ |          |          |                       |                       |            |            |  |  |       |       |
|  |                      | اسپانیا               | ۱                   |   |          |          |                       |                       |            |            |  |  |       |       |
|  | آرژانتین             | اسپانیا               | ۱                   | ۳ |          |          |                       |                       |            |            |  |  |       |       |
|  | آرژانتین             | ۱۲ تیر - کیپ تاون     |                     | ۳ |          |          |                       |                       |            |            |  |  |       |       |
|  | مکزیک                | ۱                     |                     |   |          |          |                       |                       |            |            |  |  |       |       |
|  | مکزیک                | ۱                     | آرژانتین            | ۰ |          |          |                       |                       |            |            |  |  |       |       |
|  | ۶ تیر - بلومفونتن    |                       | آرژانتین            | ۰ |          |          |                       |                       |            |            |  |  |       |       |
|  |                      | آلمان                 | ۴                   |   |          |          |                       |                       |            |            |  |  |       |       |
|  | آلمان                | آلمان                 | ۴                   | ۴ |          |          |                       |                       |            |            |  |  |       |       |
|  | آلمان                |                       | ۱۶ تیر - دوربان     | ۴ |          |          |                       |                       |            |            |  |  |       |       |
|  | انگلستان             | ۱                     |                     |   |          |          |                       |                       |            |            |  |  |       |       |
|  | انگلستان             | ۱                     | آلمان               | ۰ |          |          |                       |                       |            |            |  |  |       |       |
|  | ۸ تیر - پرتوریا      |                       | آلمان               | ۰ |          |          |                       |                       |            |            |  |  |       |       |
|  |                      | اسپانیا               | ۱                   |   | رده‌بندی  | رده‌بندی  |                       |                       |            |            |  |  |       |       |
|  | پاراگوئه · (پنالتی)  | اسپانیا               | ۱                   | ۵ | رده‌بندی  | رده‌بندی  |                       |                       |            |            |  |  |       |       |
|  | پاراگوئه · (پنالتی)  | ۱۲ تیر - ژوهانسبورگ   | ۱۲ تیر - ژوهانسبورگ | ۵ |          |          | ۱۹ تیر - بندر الیزابت | ۱۹ تیر - بندر الیزابت |            |            |  |  |       |       |
|  | ژاپن                 | ۱۲ تیر - ژوهانسبورگ   | ۱۲ تیر - ژوهانسبورگ | ۳ |          |          | ۱۹ تیر - بندر الیزابت | ۱۹ تیر - بندر الیزابت |            |            |  |  |       |       |
|  | ژاپن                 | پاراگوئه              | ۰                   | ۳ | اروگوئه  | ۲        |                       |                       |            |            |  |  |       |       |
|  | ۸ تیر - کیپ تاون     | پاراگوئه              | ۰                   |   | اروگوئه  | ۲        |                       |                       |            |            |  |  |       |       |
|  |                      | اسپانیا               | ۱                   |   | آلمان    | ۳        |                       |                       |            |            |  |  |       |       |
|  | اسپانیا              | اسپانیا               | ۱                   | ۱ | آلمان    | ۳        |                       |                       |            |            |  |  |       |       |
|  | اسپانیا              |                       |                     | ۱ |          |          |                       |                       |            |            |  |  |       |       |
|  | پرتغال               | ۰                     |                     |   |          |          |                       |                       |            |            |  |  |       |       |
|  | پرتغال               | ۰                     |                     |   |          |          |                       |                       |            |            |  |  |       |       |

### مرحلهٔ یک‌هشتم نهایی
| اروگوئه       | ۲ – ۱ | کرهٔ جنوبی        |
| ------------- | ----- | ---------------- |
| سوآرز ۸'، ۸۰' | گزارش | لی چونگ یونگ ۶۸' |

| ایالات متحده آمریکا  | ۱ – ۲(وقت اضافه) | غنا                 |
| -------------------- | ---------------- | ------------------- |
| دوناوان ۶۲' (پنالتی) | گزارش            | پرینس ۵' · جیان ۹۳' |

| آلمان                                    | ۴ – ۱ | انگلستان  |
| ---------------------------------------- | ----- | --------- |
| کلوزه ۲۰' · پودولسکی ۳۲' · مولر ۶۷'، ۷۰' | گزارش | آپسون ۳۷' |

| آرژانتین                   | ۳ – ۱ | مکزیک        |
| -------------------------- | ----- | ------------ |
| توز ۲۶'، ۵۲' · هیگواین ۳۳' | گزارش | بالکازار ۷۱' |

| هلند                   | ۲ – ۱ | اسلواکی             |
| ---------------------- | ----- | ------------------- |
| روبن ۱۸' · اسنایدر ۸۴' | گزارش | ویتک ۹۰+۴' (پنالتی) |

| برزیل                                      | ۳ – ۰ | شیلی |
| ------------------------------------------ | ----- | ---- |
| خوان ۳۴' · لوئیز فابیانو ۳۸' · روبینیو ۵۹' | گزارش |      |

| پاراگوئه     | ۰ – ۰(وقت اضافه) | ژاپن |
| ------------ | ---------------- | ---- |
|              | گزارش            |      |
| ضربات پنالتی |                  |      |
|              | ۵ – ۳            |      |

| اسپانیا | ۱ – ۰ | پرتغال |
| ------- | ----- | ------ |
| ویا ۶۳' | گزارش |        |

### مرحلهٔ یک چهارم نهایی
| هلند             | ۲ – ۱ | برزیل       |
| ---------------- | ----- | ----------- |
| اسنایدر ۵۳'، ۶۸' | گزارش | روبینیو ۱۰' |

| اروگوئه      | ۱ – ۱(وقت اضافه) | غنا           |
| ------------ | ---------------- | ------------- |
| فورلان ۵۵'   | گزارش            | مونتاری ۴۵+۲' |
| ضربات پنالتی |                  |               |
|              | ۴ – ۲            |               |

| آرژانتین | ۰ – ۴ | آلمان                                 |
| -------- | ----- | ------------------------------------- |
|          | گزارش | مولر ۳' · کلوزه ۶۸'، ۸۹' · فردریش ۷۴' |

| پاراگوئه | ۰ – ۱ | اسپانیا |
| -------- | ----- | ------- |
|          | گزارش | ویا ۸۳' |

### مرحلهٔ نیمه‌نهایی
| اروگوئه                  | ۲ – ۳ | هلند                                        |
| ------------------------ | ----- | ------------------------------------------- |
| فورلان ۴۱' · پریرا ۹۰+۲' | گزارش | فان برونکهورست ۱۸' · اسنایدر ۷۰' · روبن ۷۳' |

| آلمان | ۰–۱ | اسپانیا   |
| ----- | --- | --------- |
|       |     | پویول ۷۳' |

### رده‌بندی
| آلمان                            | ۳–۲ | اروگوئه                 |
| -------------------------------- | --- | ----------------------- |
| مولر ۱۹' · یانسن ۵۶' · خدیرا ۸۲' |     | کاوانی ۲۸' · فورلان ۵۱' |

### فینال
| هلند | ۰ – ۱(وقت اضافه) | اسپانیا            |
| ---- | ---------------- | ------------------ |
|      | گزارش            | آندرس اینیستا ۱۱۸' |

## آمار
ارزش ۳۲ تیم حاضر در این دوره از رقابت‌های جام جهانی ۵۰۰۰ میلیون یورو بود که تیم ملی فوتبال اسپانیا با ارزشی بالغ بر ۵۶۵ میلیون یورو، گران‌قیمت‌ترین تیم حاضر در جام جهانی ۲۰۱۰ بود. همچنین دو تیم زلاندنو و کره شمالی با ۱۵ میلیون یورو ارزانترین تیم‌های حاضر در جام جهانی ۲۰۱۰ بودند. فابیو کاپلو سرمربی تیم ملی انگلیس با دستمزد ۹ میلیون و ۹۰۰ هزار دلار گرانترین مربی و مارچلو لیپی سرمربی تیم ایتالیا نیز با ۴ میلیون و ۱۰۰ هزار دلار دومین مربی گران‌قیمت جام جهانی ۲۰۱۰ بودند. لیونل مسی مهاجم تیم ملی آرژانتین بیشترین سهم را در تبلیغات پول‌ساز جام جهانی به خود اختصاص داد. پس از مسی، کریستیانو رونالدو قرار داشت.
نوزدهمین دوره جام جهانی با قهرمانی اسپانیا پایان یافت و بعضی از رکوردهای دوره‌های پیشین را تغییر داد. این نخستین باری بود یک تیم اروپایی خارج از قاره اروپا به قهرمانی دست یافت و از سال ۱۹۷۸ اولین بار بود که دو تیم فینالیست سابقهٔ قهرمانی در دوره‌های پیش را نداشتند. این دوره مانند جام جهانی فوتبال ۱۹۹۴ کم گل‌ترین جام در تاریخ این بازی‌ها بود.
- گلهای به ثمر رسیده: ۱۴۵ گل
- تعداد بازی‌های انجام شده: ۶۴
- میانگین گل در هر بازی: ۲٫۲۷ گل در هر بازی
- آقای گل بازی‌ها:
 داوید ویا،  وسلی اسنایدر،  دیگو فورلان و  توماس مولر (۵ گل)
  - توماس مولر به دلیل پاس گل بیشتر به عنوان آقای گل جام انتخاب شد
- بازی بدون گل: ۴ بازی (فرانسه-اروگوئه)، (پرتغال-ساحل عاج)، (انگلستان-الجزایر) و (برزیل - پرتغال)
- بهترین برد: برد پرتغال مقابل کره شمالی با نتیجه ۷ بر ۰
- پرگل‌ترین بازی‌ها:

1. .پرتغال ۷–۰ کره شمالی(۷ گل)
2. .آرژانتین ۴–۱ کره جنوبی(۵ گل)
3. .آلمان ۴–۱ انگلیس(۵ گل)
4. .هلند ۳–۲ اروگوئه (۵ گل)
5. .آلمان ۳–۲ اروگوئه(۵ گل)

| قهرمان جام جهانی ۲۰۱۰ آفریقای جنوبی |
| ----------------------------------- |
| · اسپانیا · اولین عنوان             |

## بهترین‌های جام
در پایان این رقابت‌ها توماس مولر از آلمان به عنوان بهترین بازیکن جوان جام و همچنین برنده کفش طلا، ایکر کاسیاس از اسپانیا برنده دستکش طلایی و دیگو فورلان از اروگوئه به عنوان بهترین بازیکن جام برگزیده شدند.

## حاشیه‌ها
در مسابقه فینال بین تیم‌های هلند و اسپانیا، نایجل دی یانگ با لگد به سینه ژابی آلونسو هافبک تیم اسپانیا کوبید. اما داور مسابقه فقط به او یک کارت زرد داد. این لگد چنان بد و خشن بود که یکی از مفسران فوتبال بی‌بی‌سی آن را «ضربه کاراته» نامید. مسابقه با تک گل آندرس اینیستا در وقت اضافی به پایان رسید و اسپانیا قهرمان جهان شد.
در آخرین دقایق وقت اضافی مسابقه اروگوئه و غنا، لوییس سوارز توپی را که بازیکنان غنا به سمت دروازه فرستادند روی خط دروازه با دست مهار کرد. داور مسابقه لوئیس سوارز را از زمین اخراج کرد و به تیم غنا پنالتی داد. اما پنالتی آساموا جیان به تیر دروازه اروگوئه اصابت کرد و سرنوشت مسابقه به ضربات پنالتی کشید، که در آن اروگوئه با نتیجه چهار بر دو به پیروزی رسید.

## وقایع حاشیه‌ای

### تهدید القاعده
القاعده در پیام‌های ویدئویی هشدار داده بود که جام جهانی را به حمام خون بدل می‌کند. احتمال خرابکاری در جام جهانی، بارها از سوی سران القاعده در عراق، افغانستان، پاکستان و عربستان تأیید شده بود. در عین حال، ارتش‌های نیجریه و آفریقای جنوبی، پلیس بین‌الملل، نیروهای ناتو و سربازان داوطلب بارها بر امنیت کامل جام جهانی آفریقای جنوبی صحه گذاشتند.

### شهرت پل اختاپوس
در جریان مسابقات جام جهانی ۲۰۱۰، همانند جام ملت‌های اروپا، بازار پیش‌بینی‌ها و شرط‌بندی‌ها بسیار گرم بود. در این میان، «پُل»، اختاپوسی که نتایج بازیهای تیم ملی فوتبال آلمان را پیش‌بینی می‌کرد، توجه بسیاری از رسانه‌ها را به خود جلب نمود.

### جام جهانی و سیاست
در جریان بازی‌ها، سپ بلاتر به نیکولا سارکوزی به‌دلیل دخالت سیاسی در تیم ملی فرانسه هشدار داد. فرانسه با نتایج بسیار نامطلوبی بازی‌ها را ترک کرده بود. تیم ملی نیجریه نیز دچار حوادث مشابهی گشت.
از وقایع حاشیه‌ای دیگر در جام جهانی ۲۰۱۰، وزیر امورخارجه ایران و مدیر خبرگزاری ایرنا بودند که دیدگاه‌های ویژه‌ای دربارهٔ جام جهانی ۲۰۱۰ در رسانه‌ها ارائه دادند. منوچهر متکی، وزیر خارجه وقت ایران، از حذف انگلیس، آمریکا، و فرانسه از بازی‌ها اظهار خشنودی کرده و اظهار داشت:
کشورهای اصلی و نقش آفرین در تحریم جدید ایران مانند انگلیس، آمریکا و فرانسه در مراحل مقدماتی از رقابت‌های جام جهانی حذف می‌شوند و برخی کشورهایی که به نوعی در تحریم نقش داشتند، نیز به مراحل بالاتر جام جهانی راه نیافتند.
برخی جراید آمریکا در واکنش به اظهارات متکی، یادآور شدند که تیم ملی ایران در این دوره از جام جهانی صلاحیت حضور را پیدا نکرد. مدیرعامل ایرنا نیز به نقش آفرینی تیم ملی برزیل در جام جهانی فوتبال اشاره کرد که این سخن او با ایفای نقش جدی‌تر و موثرتر برزیل در مسائل جهانی به‌ویژه در مخالفت با قطعنامه ۱۹۲۹ در شورای امنیت هم‌سو به نظر می‌رسید. با اینحال، چند روز بعد از تحلیلهای فوتبالی منوچهر متکی و جوانفکر؛ برزیل از جام جهانی حذف شد.
بیل کلینتون نیز در بازیهای این دوره همراه تیم ملی آمریکا بود و در بازی‌های آمریکا با غنا و الجزایر در رخت‌کن تیم نیز حضور یافته و به آنها دلگرمی می‌داد و از اینکه تیم آمریکا به مرحله یک‌هشتم نهایی صعود کرد، تبریک و قدردانی کرد.